# Freecode
Freecode (bis Oktober 2011 Freshmeat genannt) war eine öffentliche Softwareentwicklungsplattform für die Anwendungsentwicklung und nach eigenen Angaben das größte Verzeichnis des weltweiten Netzes (englisch Web) bevorzugt im Bereich Unix und plattformübergreifende Anwendungen. Der Dienst wurde von einer Netzgemeinschaft bewertet, betreut, überarbeitet und erweitert. Am 18. Juni 2014 stellte der Betreiber die aktive Arbeit an der Website ein. Die vorhandenen Inhalte sollten in statischer Form verfügbar bleiben.

## Weitere Einzelheiten
Etwa 56 Prozent (Stand: Januar 2006) der bei Freecode angemeldeten Anwendungen unterlagen den Bestimmungen der sogenannten GNU General Public License. Der Dienst war jedoch nicht auf bestimmte Zulassungen (Lizenzen) beschränkt, so dass auch Anwendungen gemeinfrei oder öffentlich – als sogenanntes Open Source – und daneben auch als Freeware, Shareware und Payware (vom englischen pay ware etwa für „kostenpflichtiges Produkt“) vertreten waren. Eine Bedingung war jedoch, dass die angebotenen Anwendungen auf unixartigen Betriebssystemen lauffähig waren.
Nach einer Anmeldung auf der Seite des Dienstes war es möglich, sich mittels täglicher Nachrichten (in Form eines Newsletters) über Neuigkeiten informieren zu lassen, oder auch aktiv, mittels Internet Relay Chat oder unmittelbar auf der Seite, über die Anwendungen zu besprechen.
Die Gesamtzahl der verzeichneten Entwicklungsunternehmungen oder -vorhaben (englisch projects) belief sich auf über 43.000 sowie bislang nahezu 217.000 veröffentlichte Anwendungen. (Stand: Dezember 2007)
Der Dienst Freecode wurde seit September 2012 durch das Unternehmen Dice Holdings betrieben.
Nach dem Aufruf von Eric S. Raymond nach einem Ersatz entstand freshcode.club; Entwicklungsunternehmungen oder -vorhaben sowie veröffentlichte Anwendungen können eingepflegt werden.